# Бондаренко Дмитро Вікторович
Дмитро́ Бондаре́нко (*11 травня 1974, Дніпродзержинськ, Україна) — український письменник.

## Про автора
Народився 1974 року. Закінчив Дніпропетровський державний технічний університет залізничного транспорту (ДІІТ).
Дипломант Міжнародного літературного конкурсу «Гранослов» (2001 та 2003 років), лауреат премії фонду «Смолоскип» (2002 рік) — за збірки оповідань «Пацюк» та «Кохати по-дніпропетровськи».
2006 року роман автора «Сімнадцятий поверх» став призером читацьких симпатій конкурсу «Українська книга року Бі-Бі-Сі-2006». А в 2008 році за цей твір письменник був відзначений 1-ю премією представництва ООН в Україні.
Призер всеукраїнського літературного фестивалю «Просто так» (2007 та 2010 років) у місті Коростень, призер дніпропетровського обласного конкурсу «Молода муза» (2008).
Лауреат літературних конкурсів «Міське оповідання — 2010» (м. Дніпропетровськ), «Прекрасне поруч — 2010» (м. Київ)
Переможець в номінації «Читацьких уподобань» конкурсу «Літературна надія Дніпра — 2011»
В 2015—2016 роках англомовний переклад книги «Сімнадцятий поверх» неодноразово досягав першого місця в списку бестселерів американського AMAZON в категорії «Східноєвропейська література», а також потрапляв до ТОП-100 в категорії «Медичні трилери».
На початку 2017-го отримав відзнаку «Найкращий письменник року» від дніпровської премії «Артіс 2016»
На сьогоднішній день є автором одинадцяти книжок. Найновіша — роман «Неочікувана робота» (2021 рік)

## Цитати
- На моє особисте переконання — У тому, що люди стали менше читати книжок, найперше винні самі письменники. Уже, здається, ніхто достеменно і не пам'ятає, звідки пішла ота мода писати якнайскладніше і не притримуючись якогось ясного і зрозумілого сюжету.
- «Дмитро Бондаренко: Просто я, як митець, намагаюся писати так, щоби і розважити читача, і одночасно дати йому самому подумати про ситуацію і навколо твору, і навколо нього самого.», Регіон Онлайн, номер за 15.11.2005